# Kopyszcze (obwód rówieński)
Kopyszcze (ukr. Копище) – wieś na Ukrainie, w obwodzie rówieńskim, w rejonie sarneńskim. W 2001 roku liczyła 139 mieszkańców.